# 小行星2439
小行星2439（2439 Ulugbek）是一颗围绕太阳公转的小行星。1977年8月21日，尼古拉·切爾尼赫在克里米亚发现了此天体。
該小行星以帖木兒帝國蘇丹兀魯伯命名。
这颗小行星的绝对星等为334.2995888077579等。